# Nosfell

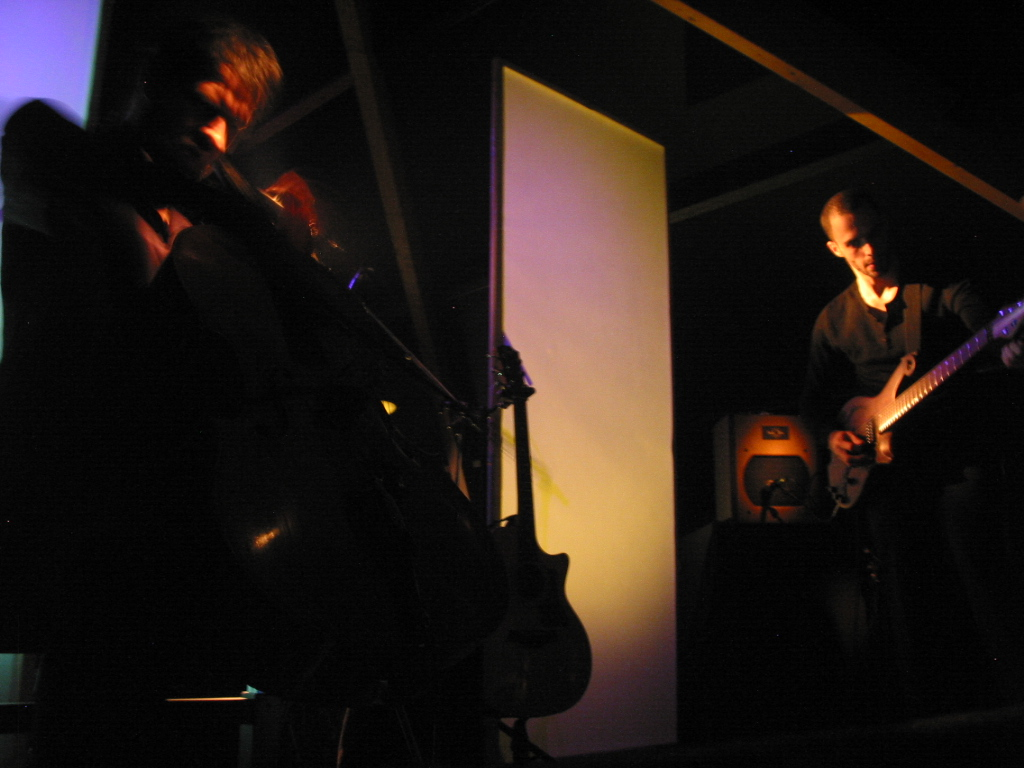
Pierre Lebourgeois en Labyala Nosfell

Nosfell is een Franse band rond Labyala Nosfell. Deze band maakt gebruik van een mix van vele muziekgenres en is daardoor nauwelijks in een hokje te plaatsen. Zo maakt zanger Nosfell niet alleen gebruik van zijn brede stemgebruik, maar gebruikt hij ook zijn stem als instrument. De muziek komt volgens Nosfell van de planeet ‘Klokochazia’.
In 2009 kwam Nosfell met een album genoemd naar zichzelf. Dit album werd geproduceerd door de bekende producer Allain Johannes (Queens of the Stone Age, Them Crooked Vultures). Op dit album speelde gastmuzikanten Josh Homme (Kyuss, Queens of the Stone Age, Them Crooked Vultures) & Brody Dalle (The Distillers, Spinnerette) mee.

## Bandleden
- Labyala Nosfell
- Pierre Le Bourgeois
- Orkhan Murat

## Discografie
- 2003: Khayidilo (EP)
- 2005: Pomaïe Klokochazia balek
- 2006: Live in Bruxelles (inclusief Live DVD)
- 2006: Kälin Bla Lemsnit Dünfel Labyanit
- 2009: Nosfell